# ريلكوم
ريلكوم ( (بالروسية: РЕЛКОМ, Релком)‏ )، وهو اختصار لـ «الاتصالات الموثوقة» وهي شبكة كمبيوتر في روسيا. تم إطلاقها في الاتحاد السوفيتي في 1 أغسطس 1990 في معهد كورتشاتوف بالتعاون مع مركز ديموس التعاوني (على الرغم من أن الفريق الهندسي في ديموس في ذلك الوقت كان يتألف في الغالب من موظفي معهد كورتشاتوف، وبعض الأعضاء الرئيسيين ( ميخائيل دافيدوف، فاديم أنتونوف، ديمتري فولودين).
أصبحت واحدة من أولى شبكات الكمبيوتر الروسية (وأول مزود خدمة إنترنت تجاري في اتحاد الجمهوريات الاشتراكية السوفيتية) وأدى تطورها إلى ظهور رونت. في البداية كانت شبكة بريد إلكتروني فقط تعتمد على بروتوكول نسخة يونيكس إلى يونكس.
خلال محاولة الانقلاب السوفيتي عام 1991، تم استخدام شبكة ريكلوم لنشر الأخبار في جميع أنحاء العالم بينما كان منفذو الانقلاب يحاولون قمع نشاط وسائل الإعلام من خلال لجنة امن الدولة (الاتحاد السوفيتي).
الآن تدار من قبل شبكة ريكلوم للاعمال المحدودة.، مزود خدمة إنترنت روسي.